# Nationaal Songfestival 1992
Het Nationaal Songfestival 1992 werd gehouden in de NOS tv-studio's in Hilversum op 29 maart 1992 en het werd gepresenteerd door Bas Westerweel. De winnaar werd gekozen door 12 regionale jury's. 
De winnaar was Humphrey Campbell met het lied  "Wijs me de weg". Op het Eurovisiesongfestival 1992 gehouden in Zweden eindigde Campbell als 9de.
| Startplaats | Artiest                    | Lied                      | Punten | Plaats |
| ----------- | -------------------------- | ------------------------- | ------ | ------ |
| 1           | Justian                    | "De schok van mijn leven" | 75     | 5      |
| 2           | Laura Vlasblom             | "Gouden bergen"           | 88     | 2      |
| 3           | Ferry van Leeuwen          | "Een klassieke liefde"    | 56     | 7      |
| 4           | Tony Neef & Hella Koffeman | "Nooit geweten"           | 61     | 6      |
| 5           | Rob Janszen                | "Net als een kind"        | 85     | 3      |
| 6           | Fantasyx                   | "Met mij gaat het goed"   | 42     | 9      |
| 7           | Lisa Boray                 | "Hartstocht"              | 81     | 4      |
| 8           | Bob Van Niekerk            | "Waar is het feest"       | 44     | 8      |
| 9           | Sigi                       | "Wachten op water"        | 34     | 10     |
| 10          | Humphrey Campbell          | "Wijs me de weg"          | 94     | 1      |

1956 · 1957 · 1958 · 1959 · 1960 · 1961 · 1962 · 1963 · 1964 · 1965 · 1966 · 1967 · 1968 · 1969 · 1970 · 1971 · 1972 · 1973 · 1974 · 1975 · 1976 · 1977 · 1978 · 1979 · 1980 · 1981 · 1982 · 1983 · 1984 · 1986 · 1987 · 1988 · 1989 · 1990 · 1992 · 1993 · 1994 · 1996 · 1997 · 1998 · 1999 · 2000 · 2001 · 2003 · 2004 · 2005 · 2006 · 2007 · 2008 · 2009 · 2010 · 2011 · 2012